# Ядерний реактор на швидких нейтронах

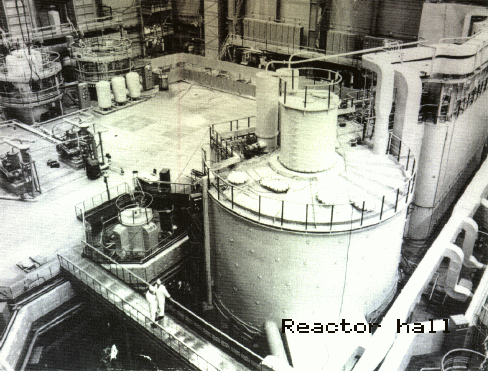
Реактор БН-350 в Актау

Реактор на швидких нейтронах (англ. Fast-neutron reactor) FNR — ядерний реактор, в якому ланцюгова реакція поділу ядерного палива здійснюється на швидких нейтронах. Нейтрони високих енергій обумовлюють відносно високий вихід нейтронів поділу. Поглинання частини швидких нейтронів ізотопами, що не діляться, з подальшим перетворенням їх в ті, що діляться (наприклад, 238U в 239Pu) приводить до відтворення (утворення вторинного) ядерного пального (коефіцієнт відтворення може досягати 1,6). «Зона відтворення» оточує активну зону в корпусі реактора (мал.). У енергетичному швидкому реакторі теплоносій (головним чином рідкий натрій), нагріваючись в цих зонах, віддає тепло в теплообмінниках робочому пароводяному середовищу. У разі натрієвого теплоносія реакторний і парогенеруючий контури розділяються проміжним, також натрієвим, контуром в цілях запобігання попаданню радіоактивного натрію в контур турбіни. Застосовуються і інші варіанти відведення тепла. Розширене відтворення ядерного пального в швидкому реакторі принципово дозволяє використовувати всі наявні уранові ресурси, зокрема 238U, що залишається в значних кількостях невикористаним в реакторах, які працюють на теплових нейтронах.
У колишньому СРСР була побудована серія експериментальних швидких реакторів. 1990-х роках експлуатувалося чотири швидких реактора: БР-10, БОР-60, БН-350 і БН-600. Коефіцієнт завантаження реактора БН-600 становив у 1989 році близько 76%.

### Сучасні реактори на швидких нейтронах
Найпотужніша у світі реакторна установка БН-600 працює з 1980 р. у складі 3-го блоку Білоярської АЕС (є філією концерну «Росенергоатом», Російська Федерація).
Перший промисловий реактор на швидких нейтронах БН-800 був запущений в грудні 2016. У Росії, в 70 км від Єкатеринбурга на Білоярській АЕС. БН-800 є єдиним реактором на швидких нейтронах, що видає електроенергію в мережу.
Реактори на швидких нейтронах називають ключовою технологією, яка допоможе замкнути ядерний цикл.
У 2017 році відбулася Третя Міжнародна конференція зі швидких реакторів, яка пройшла в Єкатеринбурзі (до того конференції проводилися в Парижі у 2013 і Кіото у 2009 році).
У ході форуму "Атомекспо-2017" було відмічено, що в найближчому майбутньому найперспективнішим буде використання енергоблоків нового покоління з реакторами на швидких нейтронах. Перший заступник генерального директора АТ «Концерн Росенергоатом» Олександр Шутіков, назвав цю модель двокомпонентною енергосистемою, яка дозволяє використовувати всі переваги замкненого ядерного паливного циклу. Він підкреслив, що у них є всі необхідні технології та достатній досвід експлуатації таких реакторів для початку будівництва двокомпонентної ядерної енергетичної системи.
Також в Росії є плани побудувати швидкий реактор більшої потужності БН-1200: у "Росатомі" озвучили наміри в 2020 році побудувати та ввести до енергетичної системи країни реактор на швидких нейтронах потужністю 1200 мегаватів, проте станом на 2024 рік реактор не працює.
У Франції був проєкт реактора на швидких нейтронах ASTRID, який планували запустити у 2019 році, але проект відмінили.
У Китаї є проєкт замкненого ядерного циклу, який повинні запустити до 2023 року, також розробки у сфері швидких реакторів активно ведуться в Індії.
Компанія «АЕМ-технології» (входить до машинобудівного дивізіону Росатома - Атоменергомаш) завершила штампування днищ корпусу і захисного кожуха багатоцільового дослідницького реактора на швидких нейтронах (МБІР). Операції пройшли в термопрессовій ділянці Волгодонскої філії «Атоммаш» на спеціальних пресах з максимальною потужністю до 15000 тонно-сил. Діаметр днища корпусу реактора становить 2,2 метра, захисного кожуха - 2,4 метра, товщина деталей 2,5 сантиметра.
В 2021 році в російському Сівєрську почали будувати енергоблок  БРЕСТ-ОД-300 (Быстрый Реактор Естественной безопасности со Свинцовым Теплоносителем - Опытный Демонстрационный - 300 мегават). Будівництво стартувало на майданчику «Сибірського хімічного комбінату» (СХК) держкорпорації «Росатом». БРЕСТ - прототип реактора на швидких нейтронах БР-1200. Новий реактор зі свинцевим теплоносієм і новим змішаним нітридним уран-плутонієвим паливом, оптимальним для реакторів на швидких нейтронах, матиме встановлену потужність 300 МВт і увійде до складу дослідно-демонстраційного енергетичного комплексу (ОДЕК), який будується в рамках проєкту «Прорив». Цей кластер ядерних технологій буде містити три взаємопов'язані об'єкти: модуль з виробництва (фабрикації / рефабрікації) уран-плутонієвого ядерного палива, енергоблок БРЕСТ-ОД-300, а також модуль з перероблення опроміненого палива. Таким чином, вперше у світовій практиці на одному майданчику будуть побудовані АЕС зі швидким реактором та пристанційний замкнений ядерний паливний цикл.  Планується, що БРЕСТ-ОД-300 почне роботу у 2029 році.

## Див також
- Реактор-розмножувач
- Мініреактори
- БН-800